# NGC 7281
NGC 7281 (również OCL 238) – gromada otwarta znajdująca się w gwiazdozbiorze Cefeusza. Odkrył ją John Herschel 5 października 1829 roku. Jest położona w odległości ok. 5,3 tys. lat świetlnych od Słońca.